# Jacek Gmoch
Jacek Wojciech Gmoch (Pruszków, 1939. január 13. –) lengyel edző, korábbi válogatott labdarúgó.
A lengyel válogatott szövetségi kapitánya volt 1976 és 1978 között. Kivezette a nemzeti csapatot az 1978-as világbajnokságra.

## Sikerei, díjai

### Játékosként
Legia Warszawa
- Lengyel bajnok (1): 1968–69
- Lengyel kupa (2): 1963–64, 1965–66

### Edzőként
Panathinaikósz
- Görög bajnok (1): 1983–84
- Görög kupa (1): 1983–84

APÓEL
- Ciprusi bajnok (1): 1991–92
- Ciprusi kupa (1): 1992–93
- Ciprusi szuperkupa (1): 1992